# Pedro José de Meneses Coutinho

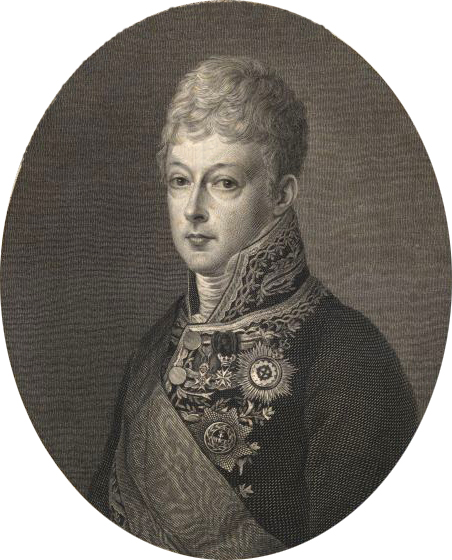
Le marquis de Marialva.

Pedro José Joaquim Vito de Meneses Coutinho, marquis de Marialva et comte de Cantanhede (v. 1775 — Paris, 22 novembre 1823) est un militaire et un homme politique portugais.
Après une carrière militaire qui le mène à la tête de l'armée portugaise au moment de la guerre des Oranges, il est nommé ambassadeur de Portugal à Paris. Réputé amant de la reine Charlotte-Joachime d'Espagne, il est représenté dans la série brésilienne O Quinto dos Infernos (2002).